# Украина на «Евровидении-2009»

## Национальный отбор
8 марта 2009 года состоялся выбор исполнителя и песни, который представит Украину на Евровидение 2009 в Москве.
НТУ решил сам отобрать исполнителя, который представит Украину на конкурсе песни Евровидение 2009.
Песню выбрали в финале национального отбора 8 марта 2009 года, трансляция прошла на Первом национальном канале. Было использовано смешанное голосование: 50/50 — зрители и жюри. Зрители могли голосовать с помощью sms-сообщений и звонков.

### Участники
28 января 2009 года национальная телекомпания НТУ огласила список из 31 исполнителя, которые примут участие во внутреннем отборе конкурса.
Группа NikitA отказалась от участия в национальном финале.
| №  | Исполнитель         | Песня                    | Зрители               | Жюри                  | Всего                 |
| -- | ------------------- | ------------------------ | --------------------- | --------------------- | --------------------- |
| 1  | Lenara              | Flash                    | 11                    | 1                     | 12                    |
| 2  | Горячий Шоколад     | Kiss                     | 5                     | 8                     | 13                    |
| 3  | Татьяна Брянцева    | Sweet And Sugar Baby     | 1                     | 4                     | 5                     |
| 4  | Денис Барканов      | You Are My Love And Pain | 12                    | 7                     | 19                    |
| 5  | Заклёпки            | Time Is Up               | 9                     | 13                    | 22                    |
| 6  | Наталья Волкова     | Gush                     | 6                     | 10                    | 16                    |
| 7  | 4 Kings             | Tearin Up My Heart       | 4                     | 6                     | 10                    |
| 8  | ANA                 | You’re Like A Paradise   | 2                     | 2                     | 4                     |
| 9  | Светлана Лобода     | Be My Valentine          | 14                    | 14                    | 28                    |
| 10 | GODO                | Zagadaymo Bazhannya      | 8                     | 3                     | 11                    |
| 11 | NikitA              | Beauty Saves The World   | отказались от участия | отказались от участия | отказались от участия |
| 12 | Александр Панайотов | Superhero                | 13                    | 9                     | 22                    |
| 13 | Ира Poison          | You Free Me              | 10                    | 12                    | 22                    |
| 14 | Кише                | Midnight                 | 3                     | 5                     | 8                     |
| 15 | Tori Joy            | Smile                    | 7                     | 11                    | 18                    |

В результате голосования, в финале победила Светлана Лобода, которая представила Украину на Евровидении-2009 в Москве.

## В первом полуфинале
| Голоса за исполнительницу Украины в первом полуфинале | Голоса за исполнительницу Украины в первом полуфинале |
| ----------------------------------------------------- | ----------------------------------------------------- |
| Оценка                                                | Страна                                                |
| 12                                                    |                                                       |
| 10                                                    | Азербайджан, Испания                                  |
| 8                                                     | Венгрия, Молдова                                      |
| 7                                                     | Польша, Россия                                        |
| 6                                                     | Латвия, Кипр, Словакия                                |
| 5                                                     |                                                       |
| 4                                                     |                                                       |
| 3                                                     | Ирландия, Греция, Эстония                             |
| 2                                                     | Литва                                                 |
| 1                                                     | Сербия                                                |

| Голоса телезрителей Украины в первом полуфинале | Голоса телезрителей Украины в первом полуфинале |
| ----------------------------------------------- | ----------------------------------------------- |
| Оценка                                          | Страна                                          |
| 12                                              | Норвегия                                        |
| 10                                              | Азербайджан                                     |
| 8                                               | Молдова                                         |
| 7                                               | Эстония                                         |
| 6                                               | Польша                                          |
| 5                                               | Литва                                           |
| 4                                               | Греция                                          |
| 3                                               | Албания                                         |
| 2                                               | Словакия                                        |
| 1                                               | Хорватия                                        |

## Финал
В финале Светлана выступала 21-й и заняла 12-е место с 76 баллами. Максимальное число баллов (10) ей подарили  Азербайджан и  Польша.
| Голоса за Светлану Лободу в финале | Голоса за Светлану Лободу в финале      |
| ---------------------------------- | --------------------------------------- |
| Оценка                             | Страна                                  |
| 12                                 |                                         |
| 10                                 | Азербайджан, Польша                     |
| 8                                  | Венгрия                                 |
| 7                                  |                                         |
| 6                                  | Беларусь, Испания, Португалия           |
| 5                                  | Норвегия, Чехия                         |
| 4                                  | Литва, Молдова                          |
| 3                                  | Армения                                 |
| 2                                  | Великобритания, Израиль, Мальта, Россия |
| 1                                  | Словакия                                |

| Голоса профессионального жюри + телезрителей Украины в финале | Голоса профессионального жюри + телезрителей Украины в финале |
| ------------------------------------------------------------- | ------------------------------------------------------------- |
| Оценка                                                        | Страна                                                        |
| 12                                                            | Норвегия                                                      |
| 10                                                            | Азербайджан                                                   |
| 8                                                             | Россия                                                        |
| 7                                                             | Молдова                                                       |
| 6                                                             | Великобритания                                                |
| 5                                                             | Дания                                                         |
| 4                                                             | Эстония                                                       |
| 3                                                             | Франция                                                       |
| 2                                                             | Армения                                                       |
| 1                                                             | Израиль                                                       |

## Скандал после голосования
По окончании конкурса председатель украинского профессионального жюри Р. Недзельский (он же вице-президент государственного «Первого национального канала») поднял скандал, обвинив организаторов в подтасовке. Согласно его аргументации украинское профессиональное жюри дало российской представительнице Анастасии Приходько 0 баллов, и, следовательно, певица никак не могла получить 8 баллов от Украины.
Дирекция «Евровидения» выступила с разъяснениями и объяснила, в чём ошибка Недзельского. Баллы от Украины назначались поровну от голосования жюри и голосования телезрителей. А голосовавшие в Украине зрители поставили России максимальный балл (12).